# Auchay-sur-Vendée
Auchay-sur-Vendée es una comuna nueva francesa situada en el departamento de Vandea, de la región de Países del Loira.

## Historia
Fue creada el 1 de enero de 2017, en aplicación de una resolución del prefecto de Vandea de 4 de agosto de 2016 con la unión de las comunas de Auzay y Chaix, pasando a estar el ayuntamiento en la antigua comuna de Auzay.

## Demografía
| Gráfica de evolución demográfica de Auchay-sur-Vendée entre 1800 y 2013 |
|                                                                         |

Los datos entre 1800 y 2013 son el resultado de sumar los parciales de las dos comunas que forman la nueva comuna de Auchay-sur-Vendée, cuyos datos se han cogido de 1800 a 1999, para las comunas de Auzay y Chaix de la página francesa EHESS/Cassini. Los demás datos se han cogido de la página del INSEE.

## Composición
| Comuna delegada | Código INSEE | Población (2013) | Superficie (km²) | Densidad (hab./km²) |
| --------------- | ------------ | ---------------- | ---------------- | ------------------- |
| Auzay           | 85009        | 640              | 13.79            | 46                  |
| Chaix           | 85044        | 450              | 7.37             | 61                  |